# 內呂
內呂是瑞士的一个镇，位於該國西部，由弗里堡州負責管轄，面積5.54平方公里，海拔高度692米，2011年人口2,208，八成人口信奉羅馬天主教，人口密度每平方公里399人。

## 外部連結
- Official website（页面存档备份，存于） （法文）